# Карло Крівеллі
Карло Крівеллі (італ. Carlo Crivelli 1430/1435 ?, Венеція — 1495 ?) — італійський художник доби раннього Відродження.

## Життєпис. Ранні роки

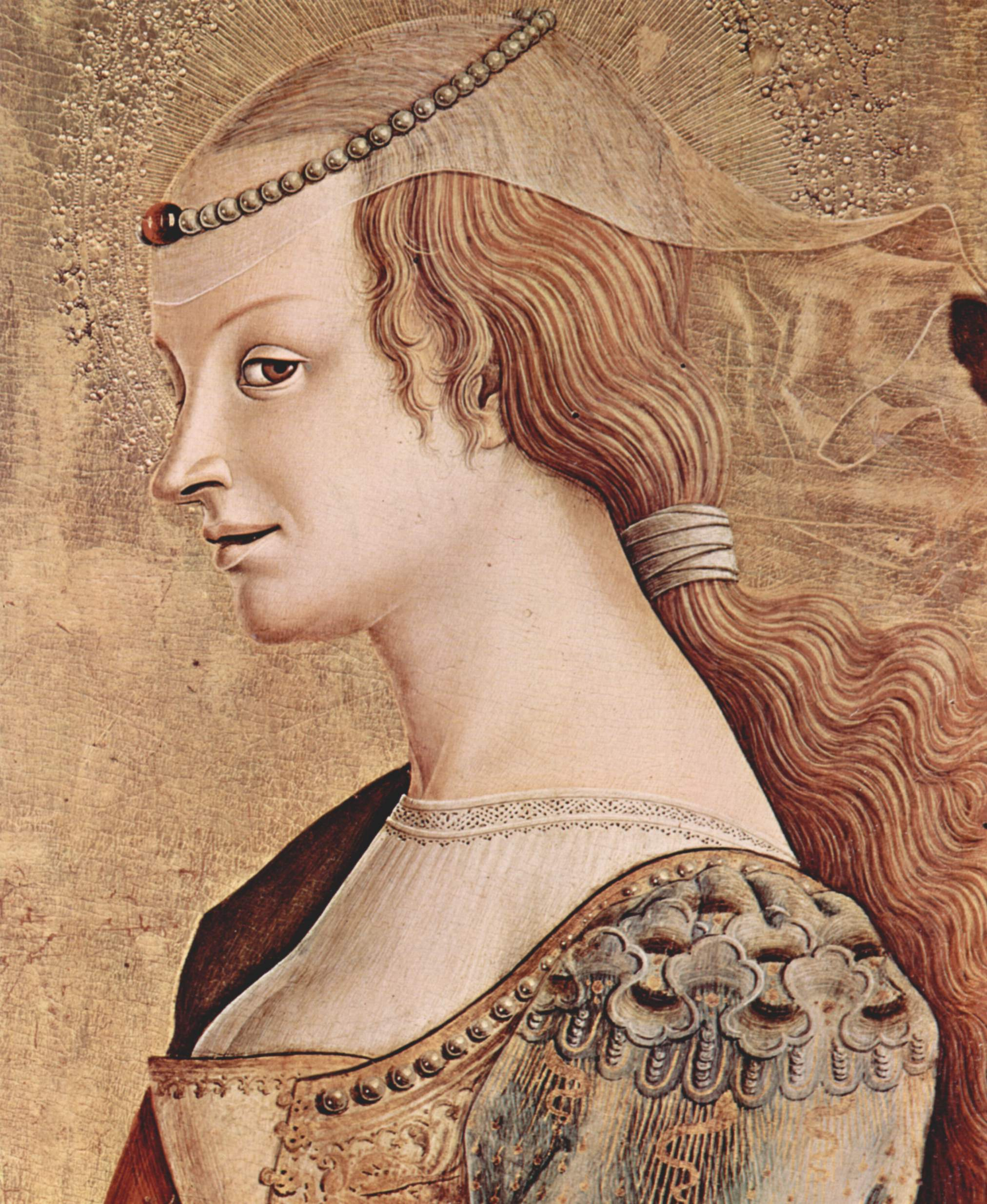
Марія Магдалина, деталь поліптиха Св. Франциска Монтефьоре, 1470 р.

Точної дати народження художника не встановлено. Відомо лише, що походив з родини художника Якопо Крівеллі. Мав брата — Вітторіо Крівеллі. Відомостей про навчання не маємо теж. Ймовірно, це навчання і праця під керівництвом батька. Мали вплив на свідомість художника і твори венеційських майстрів — Альвізе Віваріні, Джентіле Белліні, які той міг бачити в церквах Венеції.

## Скандальний документ
Перший документ щодо художника — має скандальну славу і є свідоцтвом могутніх пристрастей і палких почуттів, на які той був здатний. Карло викрав дружину моряка, яку покохав, мав з нею статеві стосунки, порушивши в очах католицької церкви і сусідів — моралістів святі настанови чужого подружнього життя. Любовна пригода закінчилася для молодого художника судом, судовим покаранням у шість місяців ув'язнення і грошовим штрафом . Перше свідоцтво щодо художника датоване березнем 1457 року.

## Вимушена еміграція

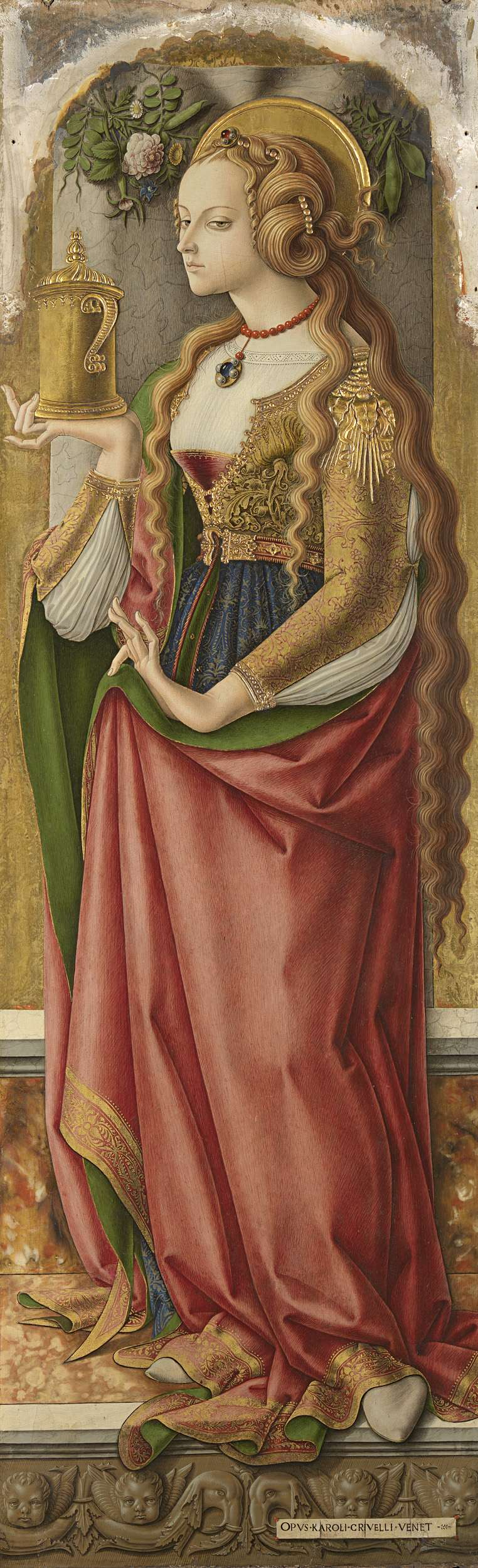
Марія Магдалина. Маастріхт.

Після місяців ув'язнення був вимушений покинути Венецію, рятуючись від осуду і рятуючи власне життя. Молодик перебрався у венеційські володіння в Далмацію, де працював в місті Зара. У «вигнанні» разом з ним жив і працював брат Вітторіо.

## Повернення в Італію
Близько 1468 року художник повернувся в Італію і працює в провінційних містах — Асколі, Фермо, Камерно. Близько 1478 року від оселився в місті Асколі, де придбав власний будинок. Був одружений і мав сина, що помер. Дружину художника після 1495 року рахували удовою.

## Посмертне ставлення
Венеційська школа живопису, що мала повільний шлях розвитку впродовж 15 століття, зробила велетенський крок уперед на зламі 15-16 століть і набула якісних змін. Це відбулося завдяки велетенським зусиллям і творчій напрузі Джованні Белліні, Джорджоне, Тіціана, Лоренцо Лотто. Більшість венеційських художників XV століття були забуті, серед них і Карло Крівеллі. Новому століттю не були потрібні суворі святі Карло Крівеллі, наче закуті в металевий одяг, з янголами, нібито висіченими з каменю. Забуття утрималося до XIX століття, коли твори майстра повернули в історію венеційського і європейського мистецтва італійські дослідники абат Ланци та Аміко Річчі.

## Вибрані твори
- "Марія Магдалина"

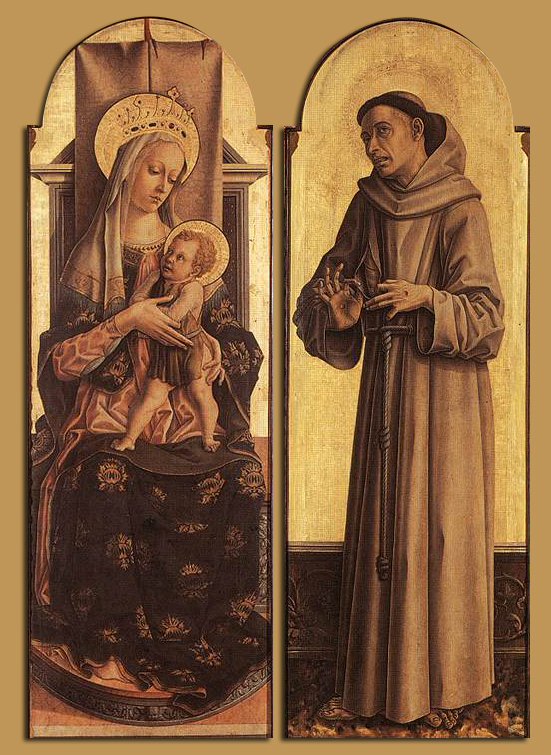
Мадонна з немовлям. Св. франциск Ассізький

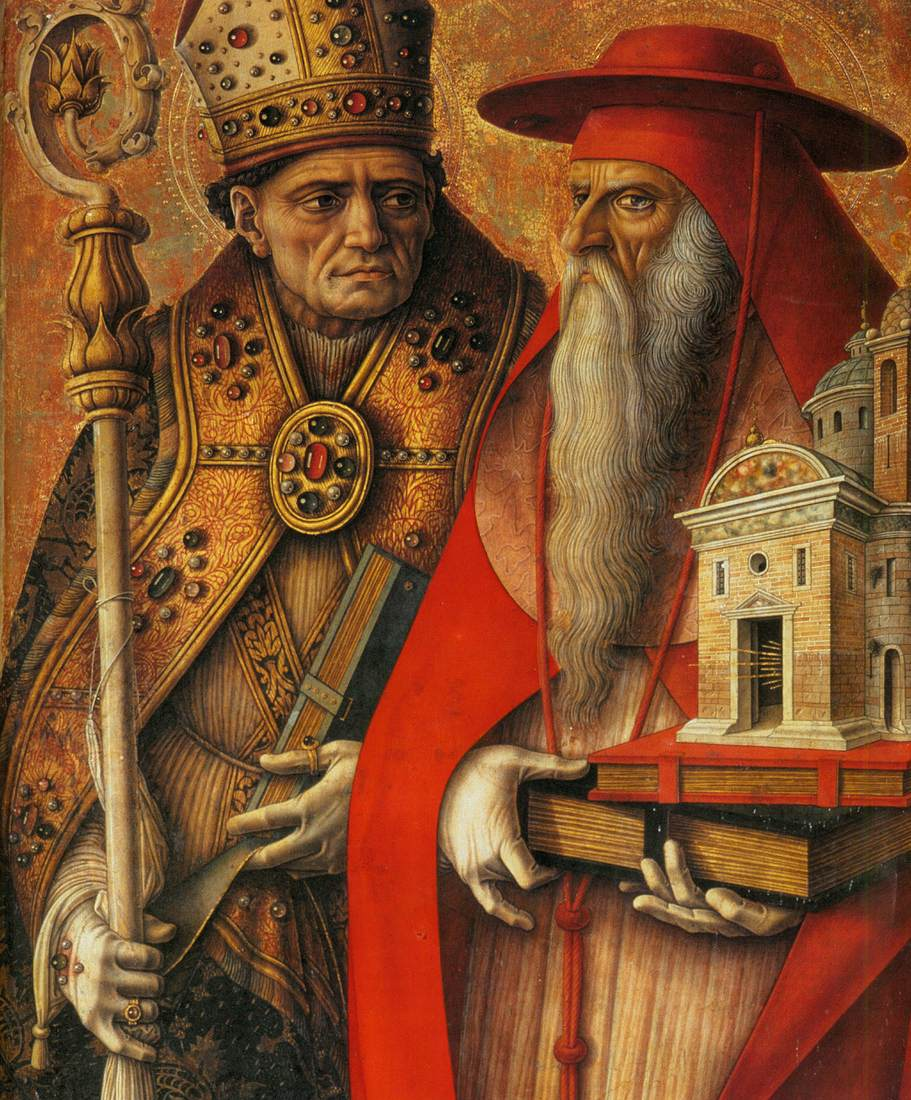
Св. Єронім і Св. Августин. Галерея Академії, Венеція.

- "Свята Вероніка", (обидві — Державний музей (Амстердам))
- «Мадонна з немовлям і святими», триптих, Анкона
- "Св. Бонавентура", 1488
- "Св. Бенедикт", 1488(обидві — Берлін)
- "Св. Георгій", Музей Гарднер, Бостон, США
- "Мадонна з немовлям", 1471, Брюссель
- "Св. Франциск Ассізький", 1471, Брюссель
- "Св. Миколай з Барі", 1472, Художній музей, Клівленд, США
- "Мадонна з немовлям на троні", 1472, Музей мистецтва Метрополітен
- "Св. Георгій" 1472, Музей мистецтва Метрополітен
- "Св. Домінік" 1472, Музей мистецтва Метрополітен
- "Апостол Андрій Першозваний", бл.1473, Гонолулу, США
- "Мадонна з немовлям на троні", 1476, Музей образотворчих мистецтв (Будапешт)
- «Оплакування Христа», 1476, Музей мистецтва Метрополітен
- «Благовіщення», диптих, 1482, Франкфурт
- «Розп'яття», 1487, Художній інститут Чикаго
- "Св. Антоній", 1488, Маастріхт
- «Апостоли Петро і Павло»
- "Христос і янголи"
- "Мадонна з немовлям на троні"
- "Іван Хреститель"
- "Свята Катерина Александрійська"
- "Св. Стефан"
- "Св. Єронім "
- "Св. Петро Мученик" (всі — Національна галерея (Лондон))
- "Св. Рох", Лондон, збірка Воллес
- "Св. Себастьян", музей Польді-Піццолі, мілан
- «Коронування Діви Марії», 1493, Пінакотека Брера, Мілан
- «Розп'яття», Пінакотека Брера, Мілан
- "Св. Георгій"
- "Мадонна з немовлям", Сан Дієго, США
- « Поклоніння пастухів», 1490, Страсбур, Франція
- "Мадонна з немовлям", 1490, Національна галерея, Вашингтон, США